# Adam Smith Business School

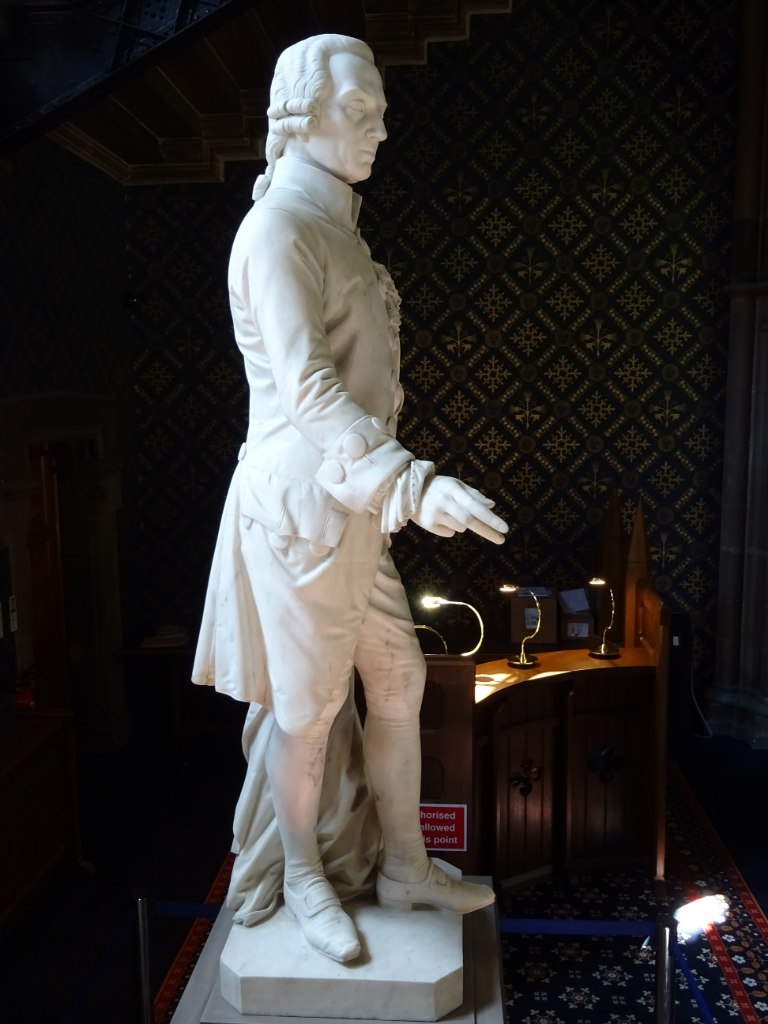
Statue von Adam Smith - Namensgeber der Adam Smith Business School in Glasgow

Die Adam Smith Business School ist die 1986 gegründete wirtschaftswissenschaftliche Fakultät der University of Glasgow in Glasgow, deren Gründung ihrerseits auf das Jahr 1451 zurückgeht. Seit 2012 trägt die Business School den Namen ihres wohl prestigeträchtigsten Alumnus, dem Nationalökonom Adam Smith.

## Studienprogramme
Die Hochschule bietet 4 Bachelor-, 35 Master- sowie mehrere Doktoratsstudiengänge aus den Kernbereichen Accountancy&Finance, Business&Management, Business Economics sowie Economics an. Der Schwerpunkt der Business School liegt im Bereich Finance. Im Ranking der Financial Times platzierte sich das Masters in Finance – Programm der Hochschule 2016 weltweit auf Platz 48, das Masters in Management-Programm auf Rang 88. Außerdem ist sie Hochschule dreifach akkreditiert, verfügt also über die sogenannte Triple Crown.

## Wissenswertes
An der Business School sind 2016 rund 4.400 Studenten eingeschrieben. In Summe sind rund 60 verschiedene Nationen vertreten.